# Medici-Vase

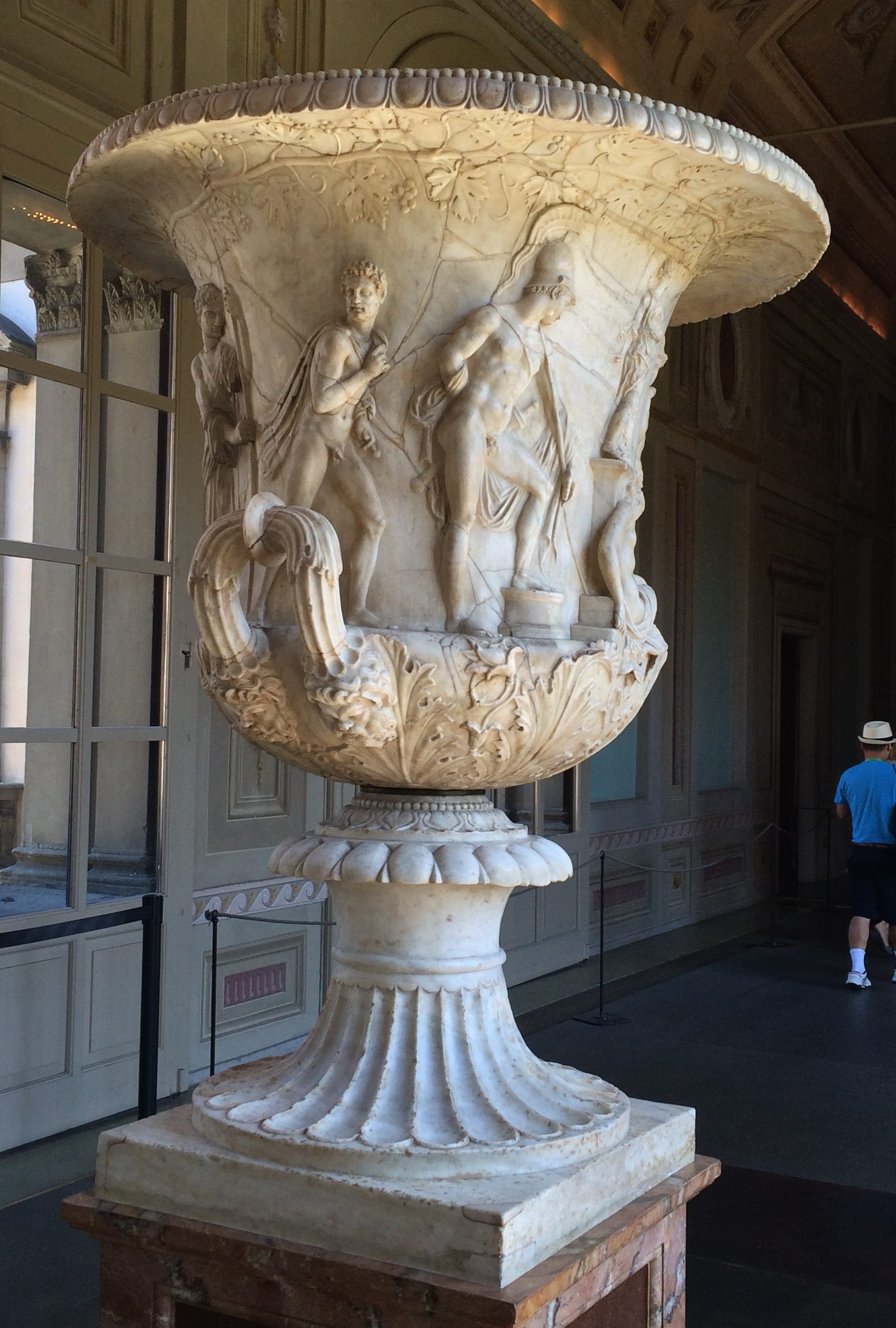
Die Medici-Vase in den Uffizien in Florenz

Die Medici-Vase ist eine antike monumentale Vase aus Marmor, die reich mit figurativen Reliefs verziert ist. Sie war Bestandteil der Kunstsammlung der Medici und gehört heute zu den Beständen der Uffizien in Florenz.

## Beschreibung
Die Vase besteht aus pentelischem Marmor. Sie ist 1,73 m hoch und hat am oberen Rand einen Durchmesser von 1,35 m. In der Mitte des Kelches sind umlaufend im Relief acht Figuren und eine Statue abgebildet, die verschieden gedeutet worden sind, in jedem Fall aber Figuren der homerischen Epen darstellen. Unterhalb der Figuren ist die Vase mit Akanthusblättern und Blüten geschmückt, oberhalb verläuft eine Weinranke.

## Geschichte
Die Vase wird in das 1. Jahrhundert v. Chr. datiert. Über den Ursprung der Vase und ihre Wiederentdeckung ist nichts genaues bekannt, sie wird erstmals 1598 im Inventar der Villa Medici in Rom erwähnt. Offenbar war die Vase beim Fund zerbrochen und wurde aus Stücken wieder zusammengesetzt. Im Jahr 1740 wurde sie nach Florenz überführt.

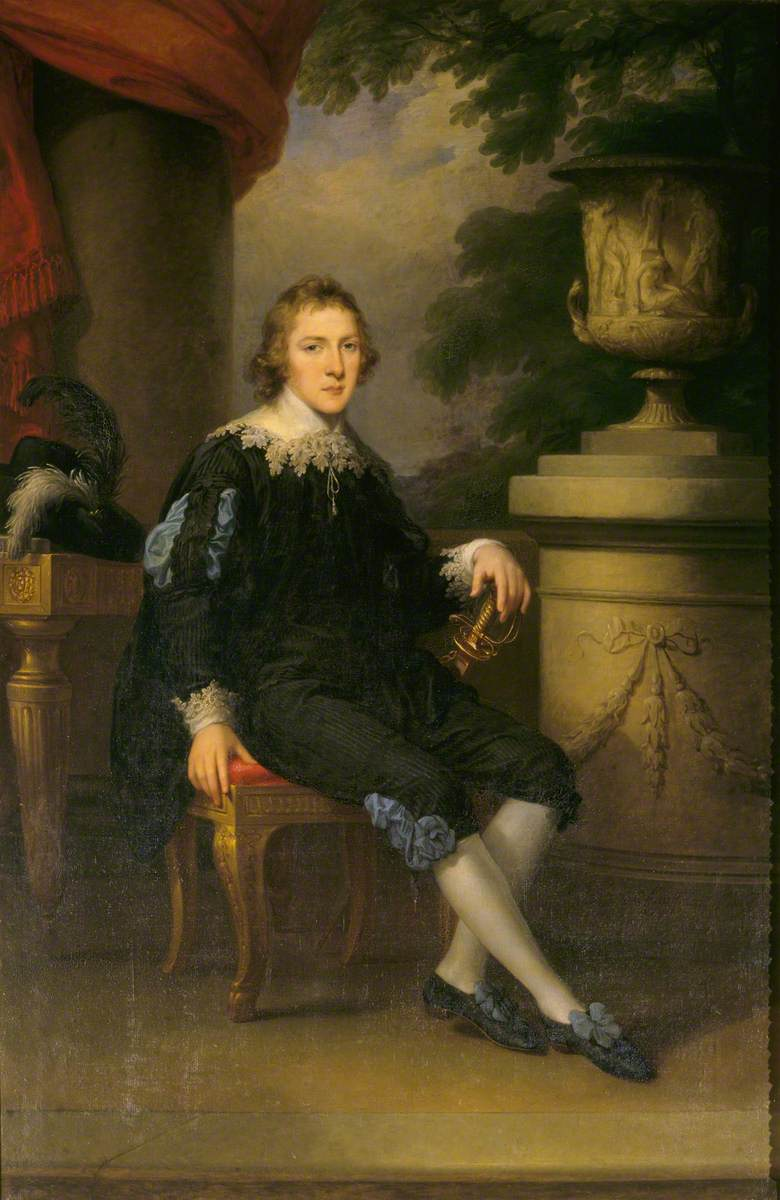
Angelika Kauffmann: Thomas Noel-Hill. Porträt samt der Medici-Vase

## Rezeption
Die Medici-Vase wurde vielfach rezipiert und kopiert. Eine Kopie befindet sich im sizilianischen Garten im Park Sanssouci in Potsdam, eine weitere im Marmorsaal im Residenzschloss Ludwigsburg. In den Kew gardens, dem führenden botanischen Garten im Vereinigten Königreich, befindet sich eine Kopie dieser Vase an exponierter Stelle.
Die vor der Staatsgalerie Stuttgart ausgestellte Liebesvase aus dem 19. Jahrhundert von Friedrich Distelbarth ist nach Art der Medici-Vase gestaltet.
In der Malerei wurde die Vase beispielsweise von Angelika Kauffmann in ihrem Porträt von Thomas Noel-Hill dargestellt.